# Kudayathoor
Kudayathoor é uma vila do distrito de Idukki, localizada ao longo da estrada Thodupuzha-Puliyanmala, no estado indiano de Querala. Kudayathoor é famosa por sua beleza paisagística, principalmente por causa da presença imponente da cordilheira dos Gates Ocidentais. Uma série de filmes malaialas foram filmados na vila, como Vismayathumbathu, por exemplo.

## Demografia
No censo demográfico indiano de 2011, Kudayathoor tem uma população de 9 590 habitantes, sendo 4822 homens e 4768 mulheres.